# Discount (film)
Pour les articles homonymes, voir Discount.
Pour plus de détails, voir Fiche technique et Distribution.
Discount est une comédie dramatique française coécrite et réalisée par Louis-Julien Petit, sortie en 2014.

## Synopsis
Subissant des conditions de travail difficiles et menacés de licenciement à cause de l'arrivée prochaine de caisses en libre-service, les employés d'un supermarché de type hard-discount décident de monter un magasin parallèle en se fournissant dans les stocks de leur employeur avec, entre autres, des marchandises devant être gaspillées du fait de la date limite de consommation et du modèle d'entreprise de la grande distribution.

## Fiche technique
- Titre : Discount
- Réalisation : Louis-Julien Petit
- Scénario : Samuel Doux, sur une idée originale de Louis-Julien Petit
- Montage : Antoine Vareille
- Photographie : David Chambille
- Musique : Chkrrr
- Producteur : Liza Benguigui et Philippe Dupuis-Mendel
- Producteurs associés : Karim Aklil et Marc Ladreit de Lacharrière
- Production : Orange Studio, France 3 Cinéma, Picatanovo Nord-Pas-de-Calais et Elemiah

Sneackers Films
- Distribution : Orange studio et Wild Bunch ( France), Folkets Bio ( Suède)
- Pays d'origine :  France
- Genre : comédie dramatique
- Durée : 95 minutes
- Date de sortie : 21 janvier 2015 ( France)

## Distribution
- Olivier Barthélémy : Gilles
- Corinne Masiero : Christiane
- Sarah Suco : Emma
- Pascal Demolon : Alfred
- Fettouma Ousliha-Bouamari : Zoubida
- Zabou Breitman : Sofia Benhaoui, la directrice du supermarché
- M'Barek Belkouk : Momo
- Yves Verhoeven : le capitaine
- Pablo Pauly : Hervé
- Tanguy Onakoy : Walid
- Yacine Benaouda : Nassim
- Vincent Lorenzo et Emilie Legru : Jeunes de cité
- Francesco Casisa : Francesco
- Hafid F. Benamar : Abril
- Xavier Robic : le chef de réseau
- Gaëlle Gauthier : l'assistante du chef de réseau
- Romain Limpens : le vigile
- Jean Bédiébé : M'Bindo
- Alves Thierry : Employé de magasin

## Bande originale
Sauf indication contraire ou complémentaire, les informations mentionnées dans cette section proviennent du générique de fin de l'œuvre audiovisuelle présentée ici.
 Sauf indication contraire, les informations mentionnées dans cette section peuvent être confirmées par la base de données cinématographiques IMDb,  présente dans la section « Liens externes ».

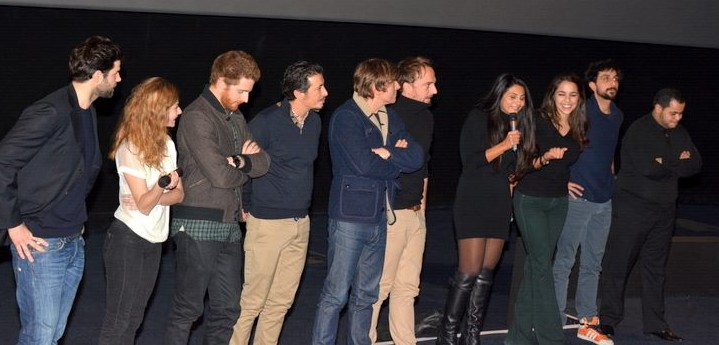
L'équipe du film à une avant-première.

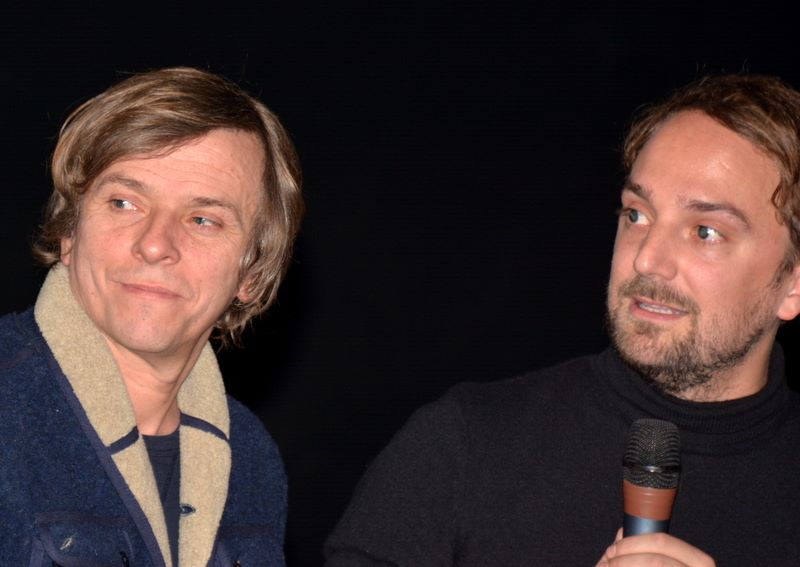
L'acteur Pascal Demolon et le réalisateur Louis-Julien Petit.

- Century - Ruddy Descieux - générique de fin
- Funny Guy - El Rio
- Cambodia - Kim Wilde - en soirée
- Dolmen - Ben Osmon
- L'empire du côté obscur - IAM

## Distinctions
- Valois du public au Festival du film français d'Angoulême 2014